# Kogalym
Kogalym (ryska Когалым) är en stad i Chantien-Mansien i Ryssland. Folkmängden uppgick år 2015 till cirka 62 000 invånare.